# Doanh nghiệp môi trường

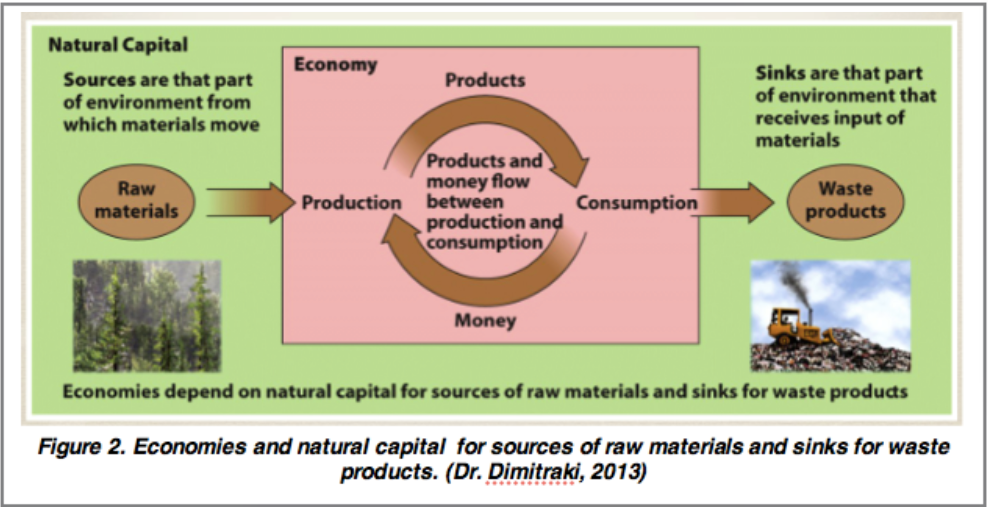
Kinh tế và vốn tự nhiên cho nguồn nguyên liệu thô và nơi tẩy rửa cho các chất thải

Một doanh nghiệp môi trường là doanh nghiệp thân thiện/phù hợp với môi trường. Cụ thể, doanh nghiệp môi trường là doanh nghiệp tạo ra giá trị theo cùng cách thức mà hệ sinh thái thực hiện, không sản xuất chất thải cũng như không tiêu thụ các nguồn lực không bền vững. Ngoài ra, doanh nghiệp môi trường thay vì tìm cách thay thế để sản xuất sản phẩm của mình thay vì lợi dụng động vật vì lợi ích của con người. Để tiến gần hơn với mục tiêu trở thành công ty thân thiện với môi trường, một số doanh nghiệp môi trường đầu tư tiền của mình để phát triển hoặc cải tiến công nghệ thân thiện với môi trường. Ngoài ra, các doanh nghiệp môi trường thường sẽ cố gắng làm giảm sự nóng lên toàn cầu, vì vậy một số công ty sử dụng các vật liệu thân thiện với môi trường xây dựng các cửa hàng của họ. Họ cũng đặt ra các quy định phù hợp với môi trường. Tất cả những nỗ lực của các doanh nghiệp môi trường có thể mang lại những hiệu quả tích cực cho thiên nhiên và con người. Khái niệm này bắt nguồn từ các lý thuyết được thống kê đầy đủ về vốn tự nhiên, kinh tế sinh thái và cái nôi thiết kế. Ví dụ về doanh nghiệp môi trường sẽ là Seventh Generation, và Whole Foods.

## Bối cảnh

### Toàn cầu hoá kinh tếlà một xu thế không thể đảo ngược
Sự khan hiếm và/hoặc sự phong phú tài nguyên thiên nhiên là động lực của toàn cầu hóa, vì nó kích động lực cung và cầu trên thị trường toàn cầu.
Quá trình toàn cầu hoá nhanh chóng của nền kinh tế thế giới trong những năm gần đây chủ yếu dựa vào sự phát triển nhanh chóng của khoa học và công nghệ, xuất phát từ môi trường, trong đó hệ thống kinh tế thị trường đã và đang lan rộng khắp thế giới và phát triển trên cơ sở ngày càng xuyên biên giới. phân công lao động đã đang thâm nhập vào cấp độ chuỗi sản xuất trong các doanh nghiệp của các quốc gia khác nhau.

### Môi trường và tính bền vững
Trong 50 năm qua, chúng ta đã tích lũy được sự giàu có chưa từng có về tài chính, nhưng cũng phải chịu rủi ro thường xuyên về mặt tài nguyên thiên nhiên (tài nguyên khoáng sản, rừng, cá, nước và khí hậu). Chúng ta đã tài trợ cho sự phát triển phi thường về mức sống tổng thể trong khi định giá thấp hơn một cách có hệ thống các hàng hóa và dịch vụ mà chúng ta thu được từ tài nguyên thiên nhiên của hành tinh, những tác động ngoại tác tiêu cực mà chúng ta tạo ra bằng cách làm ô nhiễm chúng và những rủi ro trong tương lai mà chúng ta phải đối mặt từ sự cạn kiệt và suy thoái.
Sự tăng trưởng kinh tế phi thường mà chúng ta có được trong 50 năm qua đã chứng kiến môi trường và mạng lưới giao thông được xây dựng trên thế giới của chúng ta mở rộng về quy mô và độ phức tạp ở mức chưa từng có. Chúng ta đã phát triển một hệ sinh thái nhân văn toàn cầu kết nối với nhau rộng lớn hơn để cung cấp cho chúng ta thực phẩm, nhiên liệu, nước, nhà cửa và phương tiện đi lại hơn bao giờ hết. Tính bền vững có thể đạt được bởi vì các công ty thích ứng với sản xuất bền vững để cải thiện hình ảnh của họ. Thân thiện với môi trường rất tốt cho việc xây dựng thương hiệu sản phẩm. Trong khi đó, khi các vấn đề xã hội xuất hiện, một số công ty tập trung vào các vấn đề môi trường để tạo ra hình ảnh tích cực của công ty. Khi các mối quan tâm xã hội về môi trường gia tăng, một số công ty bắt đầu cung cấp các sản phẩm thân thiện với môi trường và hệ thống phân phối. Ý nghĩa của các hệ thống có thể được giải thích theo quan điểm của ban lãnh đạo công ty hoặc ý tưởng rằng các hướng dẫn quản lý thân thiện với môi trường sẽ mang lại hình ảnh tích cực cho công ty và hàng hoá của công ty. Nói cách khác, những suy nghĩ này dựa trên lý do kinh tế và đạo đức. Nghị định thư Kyōto có thể là một ví dụ: Nó nhằm giải quyết các vấn đề toàn cầu về biến đổi khí hậu và sự nóng lên toàn cầu; tuy nhiên, một số công ty đã đưa việc giảm phát thải và nâng cao hiệu quả sử dụng năng lượng vào thực tế, điều này rất hữu ích giúp tạo ra một hình ảnh công chúng tích cực.

## Bản chất
Doanh nghiệp môi trường là một doanh nghiệp thân thiện/phù hợp với môi trường. Cụ thể, doanh nghiệp môi trường chính là doanh nghiệp tạo ra giá trị theo cùng cách thức mà hệ sinh thái thực hiện, không sản xuất chất thải cũng như không tiêu thụ các nguồn lực không bền vững. Khái niệm này bắt nguồn từ các lý thuyết được liệt kê đầy đủ về vốn tự nhiên, kinh tế sinh thái và cái nôi thiết kế. Quá trình dòng chảy cho thấy vòng lặp giữa doanh nghiệp và vốn tự nhiên. Rõ ràng, bản chất là mùa xuân của sự giàu có và điều duy nhất có thể và nên làm là thúc đẩy hiệu quả nền kinh tế trong chu kỳ nội tại (inner cycle). Nói cách khác, là tăng cường tỷ lệ sử dụng nguyên liệu thô để tăng sản lượng, đồng thời tăng cường công nghệ để giảm đầu vào của tài nguyên và phế phẩm. Trong trường hợp này, để đạt được tính bền vững là làm cho nền kinh tế hoạt động tốt hơn.

### Chi phí ngoại tác
Trong kinh tế, ngoại tác là chi phí hoặc lợi ích ảnh hưởng đến một bên không chọn gánh chịu chi phí hoặc lợi ích đó. Chi phí môi trường thường được gọi là chi phí ngoại tác của doanh nghiệp. Ô nhiễm không khí từ việc đốt nhiên liệu hóa thạch gây thiệt hại cho mùa màng, các tòa nhà (lịch sử) và sức khỏe cộng đồng. "Chi phí xã hội - chi phí tư nhân = Chi phí ngoại tác". Tình hình lý tưởng của doanh nghiệp môi trường là cắt giảm chi phí ngoại tác tiêu cực.

### Chi phí xã hội
Chi phí xã hội trong kinh tế có thể được phân biệt với "chi phí tư nhân". Các nhà lý thuyết kinh tế mô hình hóa việc ra quyết định cá nhân như là phép đo chi phí và lợi ích. Chi phí xã hội cũng được coi là chi phí tư nhân cộng với ngoại tác.
Ví dụ, chi phí sản xuất của một chiếc xe (tức là chi phí mua nguyên liệu đầu vào, thuế suất đất đai cho nhà máy ô tô, chi phí chung vận hành nhà máy và chi phí lao động) phản ánh chi phí tư nhân cho nhà sản xuất (theo một số cách thức, lợi nhuận bình thường) cũng có thể được coi là chi phí sản xuất, xem, ví dụ, Ison và Wall, 2007, trang 181). Nước ô nhiễm hoặc không khí ô nhiễm cũng được tạo ra như một phần của quá trình sản xuất ô tô là chi phí ngoại tác do những người bị ảnh hưởng bởi ô nhiễm hoặc những người coi trọng không khí hoặc nước không bị ô nhiễm phải chịu. Bởi vì nhà sản xuất không trả tiền cho chi phí ngoại tác này (chi phí thải ra chất thải không mong muốn vào cộng đồng), và không bao gồm chi phí này vào giá xe (tiêu chí bồi thường của Kaldor-Hicks), chúng được cho là ngoại tác với cơ chế định giá thị trường. Ô nhiễm không khí do lái xe cũng là tác nhân ngoại tác do người sử dụng ô tô tạo ra trong quá trình sử dụng hàng của mình. Người lái xe không đền bù thiệt hại môi trường do sử dụng xe.

## Cách đạt được
- Xem xét các vấn đề môi trường trong quá trình hoạt động và quản lý của doanh nghiệp.

Nói chung, bất kể quy mô doanh nghiệp nào, doanh nghiệp công nghiệp nào cũng đặt ra vấn đề thân thiện với môi trường. Vì vấn đề môi trường đang dần ảnh hưởng đến sự phát triển lâu dài của quốc gia nên không chỉ các công ty mà cả nhà nước cũng cần quan tâm đến vấn đề này và kiểm soát ô nhiễm trên thực tế. Một doanh nghiệp tiên tiến nên quan tâm đến vốn tự nhiên và chi phí ngoại tác do điều kiện tự nhiên chi trả thay vì chỉ đơn thuần hy sinh các nguồn lực tự nhiên để tạo ra lợi nhuận.
- Thiết lập hệ thống quản lý môi trường và các quy định.

Để đạt được khái niệm về doanh nghiệp môi trường là một nhiệm vụ rất nhiều. Không chỉ vấn đề ô nhiễm mà còn tiết kiệm nguyên liệu; Việc giảm sử dụng năng lượng, giảm phát thải, giảm các chất gây ung thư trong sản phẩm được chú trọng cao. Chỉ bằng cách hoàn thành những điều này, ngành công nghiệp mới có thể giải quyết hoàn toàn vấn đề môi trường.
- Đầu tư giảm thiểu ô nhiễm từ nguồn gốc ô nhiễm và đưa vào sử dụng dây chuyền sản xuất thân thiện với môi trường.

Nguồn gốc của ô nhiễm cần được hạn chế. Cách hiệu quả nhất để kiểm soát sự xuống cấp là đi từ đầu chứ không phải theo lối mòn.
- Thực hiện văn hóa doanh nghiệp môi trường và từng bước sửa đổi toàn ngành.

Nhiệm vụ của chúng ta là duy trì toàn cầu. Vì vậy, biến những điều này thành văn hóa là một trong những cách tốt nhất để giữ ý thức của con người trong một khoảng thời gian dài.

## Nghiên cứu điển hình
Whole Foods: "Chúng tôi nhận thấy sự cần thiết của việc quản lý môi trường tích cực để trái đất tiếp tục phát triển trong nhiều thế hệ sau. Do giảm được 42% chất thải, chúng tôi được EPA đánh giá là đơn vị lập kỷ lục tái chế và giảm thiểu chất thải xây dựng."
Nông nghiệp bền vững
"Chúng tôi hỗ trợ nông dân hữu cơ, người trồng trọt và môi trường thông qua cam kết của chúng tôi đối với nông nghiệp bền vững và bằng cách mở rộng thị trường cho các sản phẩm hữu cơ. Chúng tôi làm việc với các chủ trang trại và nhà sản xuất để phát triển các sản phẩm thay thế không chứa hormone và kháng sinh cho khách hàng mua. Chúng tôi ít ủng hộ thuốc trừ sâu hơn và an toàn hơn trong thực phẩm phi hữu cơ."
Thực hành môi trường khôn ngoan
"Chúng tôi tôn trọng môi trường và tái chế, tái sử dụng và giảm thiểu chất thải của chúng tôi ở bất cứ đâu và bất cứ khi nào nhất có thể. Chúng tôi tìm cách cân bằng nhu cầu của mình với nhu cầu của phần còn lại của hành tinh qua các hành động sau:
- Hỗ trợ nông nghiệp bền vững. Chúng tôi cam kết sản xuất nhiều hơn các loại thực phẩm được trồng theo phương pháp hữu cơ và sinh học nhằm giảm việc sử dụng thuốc trừ sâu và thúc đẩy bảo tồn đất.
- Giảm lãng phí và tiêu thụ tài nguyên không tái tạo. Chúng tôi thúc đẩy và tham gia vào các chương trình tái chế trong cộng đồng của mình. Chúng tôi cam kết đóng gói có thể tái sử dụng, giảm bớt bao bì, bảo tồn nước và năng lượng.
- Khuyến khích các chương trình vệ sinh và bảo trì cửa hàng phù hợp với môi trường.
- Khuyến khích mua thực phẩm số lượng lớn và các sản phẩm khác bằng cách sử dụng bao bì giảm bớt hoặc tái sử dụng, cũng như khuyến khích người mua sắm giảm lãng phí thông qua chương trình giảm giá niken cho mỗi túi."